# Hemerobius cercodes
Hemerobius cercodes is een insect uit de familie van de bruine gaasvliegen (Hemerobiidae), die tot de orde netvleugeligen (Neuroptera) behoort. 
Hemerobius cercodes is voor het eerst wetenschappelijk beschreven door Navás in 1917.